# Gustav von Lambsdorff
Gustav Richard Wilhelm baron von der Wenge comte von Lambsdorff (né le 18 mars 1867 à Groß-Bersteln, Courlande et mort le 22 décembre 1937 à Göttingen) est un lieutenant général prussien.

## Biographie

### Origine
Gustav est le fils du noble maréchal de l'arrondissement de Bauske Nikolaus baron von der Wenge comte von Lambsdorff (de) (1828-1891) et de son épouse Maria, née baronne von Hahn (1834-1908). Il a trois frères, dont le président du district de Gumbinnen Georg von Lambsdorff (1863-1935).

### Carrière militaire
Après avoir obtenu son diplôme d'études secondaires, Lambsdorff étudie d'abord à l'Université Georges-Auguste de Göttingen et s'engage le 1er avril 1885 comme volontaire d'un an dans le 82e régiment d'infanterie (de) de l'armée prussienne. Promu Fahnenjunker à la mi-août 1885, il est transféré à Berlin au 2e régiment de grenadiers de la Garde. Il y est promu sous-lieutenant à la mi-septembre 1886 et à partir de la mi-novembre 1893, il sert comme premier lieutenant dans le 89e régiment de grenadiers (de). Parallèlement, il suit une formation complémentaire à l'Académie de guerre en 1893/96. À partir du 1er avril 1897, Lambsdorff est d'abord commandé pour un an au service du état-major général pendant un an. Ce commandement est prolongé d'une année supplémentaire, jusqu'à ce qu'il soit finalement transféré le 25 mars 1899 à l'état-major général de l'armée, avec promotion au grade de capitaine surnuméraire et en étant maintenu dans son commandement en tant qu'agrégé. Tout en étant maintenu au Grand Etat-major, il est peu après intégré dans un poste de capitaine à l'État-major de l'armée et nommé le 22 mars 1900 second aide de camp du chef de l'État-major de l'armée avec position à la suite. Mi-septembre 1902, Lambsdorff retourne à la troupe en tant que commandant de compagnie dans le 2e régiment à pied de la Garde. Il est ensuite affecté, le 16 février 1904, au poste d'adjudant d'aile en service de l'empereur Guillaume II. Promu major en cette qualité à la fin du mois de mai, il est commandé comme attaché militaire à l'ambassade de l'Empire allemand à Saint-Pétersbourg du 2 juin 1904 au 19 décembre 1905, tout en conservant son poste. Parallèlement, Lambsdorff est attaché à l'empereur russe Nicolas II et affecté à son quartier général. Après son retour en Empire allemand, il commande le 2e bataillon du 1er régiment à pied de la Garde. Lambsdorff est alors réaffecté à l'état-major général de l'armée et promu lieutenant-colonel fin avril 1911. Le 19 décembre 1911, il est nommé chef d'état-major général du 10e corps d'armée à Hanovre.
Promu colonel le 1er octobre 1913, il participe aux batailles de Guise et de la Marne au début de la Première Guerre mondiale sous les ordres de son commandement général von Emmich. En mai 1915, il devient chef d'état-major de la 6e armée sur le front occidental. Fin novembre 1915, il passe au quartier général de la 9e armée sur le front de l'Est et devient chef d'état-major du groupe d'armées du prince Léopold de Bavière. Du 8 septembre 1916 au 31 octobre 1917, il commande la 32e brigade d'infanterie, est promu au grade de général de division fin janvier 1917 et commande par la suite la 30e division d'infanterie à la bataille de Cambrai et au printemps 1918 lors de l'offensive du Printemps.
Le 21 décembre 1918, il devient commandant de la 81e division de réserve dans les États baltes  et, du 30 décembre 1918 au 18 mars 1919, de la 37e division d'infanterie. Après la fin des combats au Courlande, Lambsdorff quitte le service actif et reçut le 22 novembre 1919 le caractère de lieutenant-général avec ancienneté de service du 7 août 1919.
À partir du semestre d'été de 1924, Lambsdorff travaille comme maître de conférences en russe à l'Université technique de Hanovre.

### Famille
Lamsdorff se marie le 5 avril 1899 à Berlin avec Anna von Sydow (de) (née en 1877). Le mariage donne naissance à trois filles, Marianne (née en 1900), Ursula (née en 1902) et Gerda (née en 1906).

## Publications
- Deutsch-russisches militärisches Wörterbuch: mit einem Anhang. Baldamus, Leipzig 1898.
- Russizismen in neuer Rechtschreibung. Mittler, Berlin 1927.
- Die Militärbevollmächtigten Kaiser Wilhelms II. am Zarenhofe. 1904–1914. Schlieffen-Verlag, Berlin 1937.